# شریفات
شریفات از نام‌های خانوادگی متداول در ایران است. افرادی با این نام خانوادگی در زیر فهرست شده‌اند:
- مصطفی شریفات بازیکن والیبال و عضو تیم ملی والیبال جمهوری اسلامی ایران
- اسماعیل شریفات بازیکن فوتبال ایرانی